# Črni potok (Kroparica)
Črni potok je pritok potoka Kroparica, ki se izliva v potok Lipnica, ta pa je prvi desni pritok reke Save po sotočju Save Bohinjke in Save Dolinke. 